# DirectX
DirectX (от англ. direct — прямой, непосредственный, произносится как «ДиректИкс») — набор API, разработанных для решения задач, связанных с программированием под Microsoft Windows. Наиболее широко используется при написании компьютерных игр. Пакет средств разработки DirectX под Microsoft Windows бесплатно доступен на сайте Microsoft. Зачастую обновлённые версии DirectX поставляются вместе с игровыми приложениями.

## Компоненты DirectX
Практически все части DirectX API представляют собой наборы COM-совместимых объектов.
В целом, DirectX подразделяется на:
- DirectX Graphics, набор интерфейсов, ранее (до версии 8.0) делившихся на:
  - DirectDraw: интерфейс вывода растровой графики (его разработка давно прекращена);
  - Direct3D (D3D): интерфейс вывода трёхмерных примитивов.
- DirectInput: интерфейс, используемый для обработки данных, поступающих с клавиатуры, мыши, джойстика и прочих игровых контроллеров.
- DirectPlay: интерфейс сетевой коммуникации игр.
- DirectSound: интерфейс низкоуровневой работы со звуком (формата Wave)
- DirectMusic: интерфейс воспроизведения музыки в форматах Microsoft.
- DirectShow: интерфейс, используемый для ввода/вывода аудио- и/или видеоданных.
  - DirectX Instruments — технология, позволяющая на основе мультимедийного API DirectX создавать и использовать программные синтезаторы. В отличие от DX-плагинов, такие программы могут полностью управляться по MIDI и служат главным образом не для обработки, а для синтеза звука. Технология DXi была популярна в 2001—2004 гг., особенно в программных продуктах Cakewalk, но со временем проиграла «войну форматов» технологии VST от Steinberg.
- DirectSetup: часть, ответственная за установку DirectX.
- DirectX Media Objects: реализует функциональную поддержку потоковых объектов (например, кодировщики/декодировщики)
- Direct2D: интерфейс вывода двухмерной графики

## История
Изначально нацеленный на разработку видеоигр, DirectX стал популярен и в других областях разработки программного обеспечения. К примеру, DirectX, наряду с OpenGL, получил очень широкое распространение в инженерном/математическом ПО.
В 1994 году Microsoft была практически готова выпустить следующую версию Windows — Windows 95. Главным фактором, определяющим, насколько популярна будет новая ОС, являлся набор программ, которые можно будет запускать под её управлением. В Microsoft пришли к выводу, что, пока разработчики видят DOS более подходящей для написания игровых приложений, коммерческий успех новой ОС весьма сомнителен.
DOS позволяла разработчику получить прямой доступ к видеокарте, клавиатуре/мыши/джойстику и прочим частям системы, в то время как Windows 95, с её защищённой моделью памяти, предоставляла более стандартизованный, но в то же время весьма ограниченный и накладный доступ к устройствам. Microsoft нуждалась в новом способе дать разработчику всё, что ему необходимо. Айслер (Eisler), Сэйнт Джон (St. John) и Энгстром (Engstrom) решили эту проблему, назвав само решение DirectX.
Первый релиз DirectX был выпущен в сентябре 1995 года под названием «Windows Game SDK».
Ещё до появления DirectX Microsoft включила OpenGL в ОС Windows NT. Direct3D позиционировался как замена OpenGL в игровой сфере. Отсюда берёт своё начало «священная война» между сторонниками кросс-платформенной OpenGL и доступной лишь в Windows (в том числе Windows NT) Direct3D. Так или иначе, остальные части DirectX очень часто комбинируются с OpenGL в компьютерных играх, так как OpenGL как таковой не подразумевает функциональности уровня DirectX (например, доступа к клавиатуре/джойстику/мыши, поддержки звука, игр по сети и т. д.).
DirectX является базой для Xbox API. Xbox API схож с DirectX 8.1, но обновление версии, как и на других консолях того времени, невозможно.
В 2002 году Microsoft выпустила DirectX 9 с улучшенной и расширенной поддержкой шейдеров. С 2002 года DirectX неоднократно обновлялся. В августе 2004 года в DirectX была добавлена поддержка шейдеров версии 3.0 (DirectX 9.0c).
В апреле 2005 интерфейс DirectShow был перемещён в Microsoft Platform SDK.

### Хронология версий DirectX
| Версия DirectX                              | Логотип            | Номер версии                                                                                                | Операционная система | Дата релиза      |
| ------------------------------------------- | ------------------ | --- | --- | ---------------- |
| DirectX 1.0                                 |                    | 4.02.0095                                                                                                   | Windows 95a | 30 сентября 1995 |
| DirectX 2.0 / 2.0a                          |                    | 4.03.00.1096                                                                                                | Windows 95 OSR 2 и Windows NT младше 4.0 | 5 июня 1996      |
| DirectX 3.0 / 3.0a                          |                    | 4.04.0068 / 69                                                                                              | Windows 95 OSR 2.5 и Windows NT 4.0 SP3 последняя официально поддерживаемая версия DirectX для Windows NT 4.0                                       | 15 сентября 1996 |
| DirectX 4.0                                 |                    | 4.05.00.0155 (RC55)                                                                                         | Доступен как бета для Windows NT 4.0 | 16 июля 1997     |
| DirectX 5.0                                 |                    | 4.05.01.1721 / 1998                                                                                         | Windows 98 | 5 мая 1998       |
| DirectX 6.0                                 |                    | 4.06.00.0318 (RC3)                                                                                          | Windows 98 SE последняя поддерживаемая версия DirectX Media для Windows NT 4.0, а также данная версия DirectX была в Dreamcast                      | 7 августа 1998   |
| DirectX 6.1                                 |                    | 4.06.02.0436 (RC0)                                                                                          | Windows 95/98/98SE | 3 февраля 1999   |
| DirectX 6.2                                 |                    | 5.00.2516.1900 (unofficial patch)                                                                           | Windows NT/98SE/98/2000/ME | 21 августа 1999  |
| DirectX 7.0                                 |                    | 4.07.00.0700 (RC1)                                                                                          | Windows 2000 и Windows ME | 22 сентября 1999 |
| DirectX 7.0a                                |                    | 4.07.00.0716 (RC1)                                                                                          | Windows 95/98/98SE/2000 | 17 декабря 1999  |
| DirectX 8.0                                 |                    | 4.08.00.0400 (RC10)                                                                                         | Windows 95/98/98SE/2000/ME | 12 ноября 2000   |
| DirectX 8.0a                                |                    | 4.08.00.0400 (RC14)                                                                                         | Последняя поддерживаемая версия DirectX для Windows 95                                                                                              | 5 февраля 2001   |
| DirectX 8.1                                 |                    | 4.08.01.0810                                                                                                | Windows XP/XP SP1 | 25 октября 2001  |
| DirectX 8.1                                 | 4.08.01.0881 (RC7) | Windows 98/98SE/2000/ME                                                                                     | 8 ноября 2001 |                  |
| DirectX 8.1b                                |                    | 4.08.01.0901                                                                                                | | 25 июня 2002     |
| DirectX 8.2                                 |                    | 4.08.02.0134 (4.09.00.0134)                                                                                 | | 27 сентября 2002 |
| DirectX 9.0                                 |                    | 4.09.0000.0900                                                                                              | Windows Server 2003 | 24 декабря 2002  |
| DirectX 9.0a                                |                    | 4.09.0000.0901                                                                                              | | 26 марта 2003    |
| DirectX 9.0b                                |                    | 4.09.0000.0902 (RC2)                                                                                        | | 13 августа 2003  |
| DirectX 9.0c                                |                    | 4.09.0000.0904 (RC0)                                                                                        | Windows XP SP2 последняя поддерживаемая версия DirectX для Windows 98SE и Windows Me                                                                | 9 августа 2004   |
| DirectX 9.0L                                |                    | 4.09.0000.0905 (?)                                                                                          | Предоставляет дополнительные интерфейсы IDirect3D9Ex и IDirect3DDevice9Ex с функциональностью, доступной лишь через LDDM-драйверы ОС Windows Vista. |                  |
| DirectX 10 (включён в состав Windows Vista) |                    | 6.0.6000.16386                                                                                              | Первая версия для Windows Vista. Информация по Direct3D10                                                                                           | 10 ноября 2006   |
| DirectX 10.1                                |                    | 6.00.6001.18000                                                                                             | Service Pack 1 для Windows Vista, Windows Server 2008                                                                                               | 4 февраля 2008   |
| DirectX 11 (включён в состав Windows 7)     |                    | 6.01.7600.16385                                                                                             | Windows 7, Windows Server 2008 R2 | 22 октября 2009  |
| DirectX 11 (включён в состав Windows 7)     | 6.00.6002.18107    | Windows Vista SP2 и Windows Server 2008 SP2 через Platform Update for Windows Vista and Windows Server 2008 | 27 октября 2009 |                  |
| DirectX 11 (включён в состав Windows 7)     | 6.01.7601.17514    | Windows 7 SP1, Windows Server 2008 R2 SP1                                                                   | 16 февраля 2011 |                  |
| DirectX 11.1 (включён в состав Windows 8)   |                    | 6.02.9200.16384                                                                                             | Windows 7 SP1, Windows 8, Windows RT, Windows Server 2012                                                                                           | 1 августа 2012   |
| DirectX 11.2 (включён в состав Windows 8.1) |                    | 6.03.9600.16384                                                                                             | Windows 8.1, Windows RT, Windows Server 2012 R2 | 18 октября 2013  |
| DirectX 11.3 (включён в состав Windows 10)  |                    | | Windows 10 | 29 июля 2015     |
| DirectX 12 (включён в состав Windows 10)    |                    | 10.00.10240.16384                                                                                           | Windows 10, Xbox One, Xbox Series X | 29 июля 2015     |
| DirectX 12.1                                |                    | 10.00.17763.0001                                                                                            | Windows 10, добавлена поддержка DirectX Raytracing                                                                                                  | 2 октября 2018   |
| DirectX 12.2                                |                    | 10.00.19041.0928                                                                                            | Windows 10, Ultimate | 10 ноября 2020   |

### Ключевые особенности
- DirectX 6.0 — мультитекстурирование
- DirectX 7.0 — аппаратная поддержка преобразований, обрезания и освещения
- DirectX 8.0 — шейдерная модель 1.1
- DirectX 8.1 — пиксельные шейдеры 1.4 и вершинные шейдеры 1.1
- DirectX 9.0 — шейдерная модель 2.0
- DirectX 9.0b — пиксельные шейдеры 2.0b и вершинные шейдеры 2.0
- DirectX 9.0c — шейдерная модель 3.0
- DirectX 9.0L — версия DirectX 9.0 для Windows Vista и выше
- DirectX 10 — шейдерная модель 4.0 (только Windows Vista, Windows 7, Windows 8)
- DirectX 10.1 — шейдерная модель 4.1 (только Windows Vista, Windows 7, Windows 8)
- DirectX 11 — шейдерная модель 5.0 (только Windows Vista, Windows 7, Windows 8/8.1)
- DirectX 11.3 / DirectX 12 — шейдерная модель 5.1 (только Windows 10).

## Совместимость
Многие современные устройства имеют DirectX-совместимые драйверы, иными словами, пользователь должен установить DirectX для использования всех возможностей устройства. На данный момент система обновления драйверов Windows Update позволяет загружать только необходимые библиотеки, а не весь драйвер целиком.
Поддерживаемые операционные системы:
- Windows 95/98/98 SE/ME;
- Windows NT 4.0, Windows 2000, Windows 2000 Advanced Server, Windows 2000 Professional Edition, Windows 2000 Server, Windows 2000 Service Pack 2, Windows 2000 Service Pack 3, Windows 2000 Service Pack 4;
- Windows Server 2003, Windows Server 2003 Service Pack 1, Windows Server 2003 Datacenter x64 Edition, Windows Server 2003 Enterprise x64 Edition, Windows Server 2003 Standard x64 Edition, Windows Small Business Server 2003;
- Windows XP, Windows XP 64-bit, Windows XP Home Edition, Windows XP Media Center Edition, Windows XP Professional Edition, Windows XP Service Pack 1, Windows XP Service Pack 2, Windows XP Service Pack 3, Windows XP Starter Edition, Windows XP Tablet PC Edition;
- Windows Vista, Windows 7, Windows 8, Windows 8.1, Windows 10, Windows 11;
- Windows Server 2008, Windows Server 2008 R2, Windows Server 2012, Windows Server 2016.

### Библиотеки обёртки
В случае возникновения различных проблем при использовании устаревших приложений и игр, можно воспользоваться специальной библиотекой обёрткой (Wrapper).
На текущий момент существует пара таких вариантов, в том числе трансляция вызовов в другие API, но высокая скорость работы возможна только из «DirectX в DirectX».
- dgVoodoo2 — враппер для запуска устаревших игр на основе DirectX 1-7 и так же 8-9 в DirectX 11 с уровнем функций 10/10.1 или через WARP. В первую очередь использовался для запуска Glide игр, но позже была добавлена поддержка DirectX.[4]
- dxwrapper — обертка для запуска DirectX 1-8 в DirectX 9.[5]
- D9VK — обертка для использования DirectX 9 игр и приложений под Vulkan без необходимости их переписывать.[6]